# 米歇莲·贝尔纳迪尼
米歇莲·贝尔纳迪尼（法語：Micheline Bernardini，1927年12月1日—）曾是巴黎大赌场的脫衣舞女郎，在1946年7月5日答應成為法國工程師路易斯·雷德設計二截式泳裝的的模特兒，這就成為比基尼泳裝的首次展示。

## 雷德的比基尼泳裝
泳裝的設計者路易斯·雷德找不到時尚模特兒願意穿著這件袒胸露肩的二件式泳裝，因此他雇用了米歇莲·贝尔纳迪尼為他的模特兒，米歇莲當時18歲，是巴黎大赌场的脫衣舞女郎。他介紹了他的設計，是二件式的泳裝，背後是G弦褲的設計，由30平方英寸（194平方）報紙花紋的布料中剪裁的，雷德在1946年7月在巴黎莫利托美憬閣的泳池舉行記者招待會，稱此泳裝為比基尼。
米歇莲的照片及此活動的報導廣為媒體刊載。國際先驅論壇報（國際紐約時報的前身）對此活動就有九篇報導。比基尼造成了流行，尤其是在男性之間的流行，米歇莲收到了五萬封粉絲的來信。

## 後來的生活
米歇莲後來搬到澳洲，在新蒂沃利劇院工作。